# E90 (trasa europejska)
E90 – trasa europejska bezpośrednia wschód-zachód.
Przebieg E90:
 Portugalia - Lizbona
 Hiszpania - Madryt - Barcelona
- przeprawa promowa przez Morze Śródziemne

 Włochy - Mazara del Vallo - Palermo - Buonfornello Messina - prom przez Cieśninę Mesyńską  - Reggio di Calabria - Metaponto - Tarent - Brindisi
- przeprawa promowa przez Morze Jońskie

 Grecja - Igoumenitsa - Janina - Saloniki - Aleksandropolis - przejście graniczne Kipi - Ipsala
 Turcja - 1.752 km 
- droga krajowa nr 110 do Kesan (skrzyżowanie z E84),
- droga krajowa nr 550 do Gelibolu,
- prom przez cieśninę Dardanele do Lapseki
- droga krajowa nr 200 przez Bursę, Sivrihisar (skrzyżowanie z E96) do Ankary (skrzyżowanie z E88 i E89),
- droga krajowa nr 750 przez Aksaray do Tarsu,
- droga krajowa nr 400 do Adany,
- autostrada O52 przez Osmaniye do Gaziantep,
- droga krajowa nr 400 przez Nusaybin do Cizre,
- droga krajowa nr 430 do przejścia granicznego Sarpi - Zakhu na granicy z Irakiem